# 鹿児島連隊区
鹿児島連隊区（かごしまれんたいく）は、大日本帝国陸軍の連隊区の一つ。前身は鹿児島大隊区である。鹿児島県の一部または同県全域の徴兵・召集等兵事事務を取り扱った。実務は鹿児島連隊区司令部が執行した。1945年（昭和20年）、同域に鹿児島地区司令部が設けられ、地域防衛体制を担任した。

## 沿革
1888年（明治21年）5月14日、大隊区司令部条例（明治21年勅令第29号）によって鹿児島大隊区が設けられ、陸軍管区表（明治21年勅令第32号）により鹿児島県の一部が管轄区域に定められた。第6師管第11旅管に属した。この時、鹿児島県の残り区域は宮崎大隊区・八代大隊区・大島警備隊区に属していた。
1890年（明治23年）5月20日、八代大隊区が廃止され大分大隊区が設置されたことにより、管轄区域の大幅な変更が行われた。
1896年（明治29年）4月1日、鹿児島大隊区は連隊区司令部条例（明治29年勅令第56号）によって連隊区に改組され、旅管が廃止となり引き続き第6師管に属した。1898年（明治31年）2月19日、司令部は鹿児島市山下町に移転した。
1903年（明治36年）2月14日、陸軍管区表が改正され、再び旅管が採用され連隊区は第6師管第11旅管に属した。
日本陸軍の内地19個師団体制に対応するため陸軍管区表が改正（明治40年9月17日軍令陸第3号）となり、1907年（明治40年）10月1日、八代連隊区の新設、大島警備隊区の廃止により管轄区域の変更が実施され、第6師管第36旅管に属した。
1925年（大正14年）4月6日、日本陸軍の第三次軍備整理に伴い陸軍管区表が改正（大正14年軍令陸第2号）され、同年5月1日、旅管は廃され引き続き第6師管の所属となり、八代連隊区の廃止などにより管轄区域が鹿児島県全域となった。
1940年（昭和15年）8月1日、鹿児島連隊区は西部軍管区熊本師管に属することとなった。
1945年には作戦と軍政の分離が進められ、軍管区・師管区に司令部が設けられたのに伴い、同年3月24日、連隊区の同域に地区司令部が設けられた。地区司令部の司令官以下要員は連隊区司令部人員の兼任である。同年4月1日、熊本師管は熊本師管区と改称された。

## 管轄区域の変遷
1888年5月14日、陸軍管区表（明治21年勅令第32号）が制定され、鹿児島大隊区の管轄区域は次のとおり定められた。
- 鹿児島県

鹿児島郡・日置郡・谿山郡・阿多郡・給黎郡・揖宿郡・頴娃郡・川辺郡・菱刈郡・姶良郡・桑原郡・東囎唹郡・西囎唹郡・南諸県郡・南大隅郡・北大隅郡・肝属郡
1890年5月20日、八代大隊区を廃止したことに伴い、次のとおり管轄区域が変更された。旧八代大隊区から高城郡・出水郡・南伊佐郡・北伊佐郡・薩摩郡・甑島郡を編入し、宮崎大隊区へ東囎唹郡・南諸県郡・南大隅郡・肝属郡を移管した。また、鹿児島市を加えた。
- 鹿児島県

鹿児島市・鹿児島郡・日置郡・谿山郡・阿多郡・給黎郡・揖宿郡・頴娃郡・高城郡・出水郡・南伊佐郡・北伊佐郡・薩摩郡・甑島郡・菱刈郡・姶良郡・桑原郡・西囎唹郡・北大隅郡
1896年4月1日、連隊区へ改組された際に管轄区域の変更はなかったが、郡制施行による郡の統廃合により陸軍管区表が改正（明治29年12月4日勅令第381号）され、1897年（明治30年）4月1日に鹿児島郡・谿山郡を鹿児島郡に、日置郡・阿多郡を日置郡に、給黎郡・揖宿郡・頴娃郡を揖宿郡に、高城郡・南伊佐郡・薩摩郡・甑島郡・北大隅郡を薩摩郡に、北伊佐郡・菱刈郡を伊佐郡に、姶良郡・桑原郡・西囎唹郡を姶良郡に変更した。変更後の管轄区域は次のとおり。
- 鹿児島県

鹿児島市・鹿児島郡・日置郡・揖宿郡・川辺郡・出水郡・伊佐郡・薩摩郡・姶良郡
1898年（明治31年）4月1日、姶良郡を宮崎連隊区へ移管した。
1907年10月1日、八代連隊区の新設、大島警備隊区が廃止されたことに伴い、管轄区域が陸軍管区表（明治40年9月17日軍令陸第3号）により次のとおり定められた。旧大島警備隊区から熊毛郡・大島郡を編入し、出水郡・伊佐郡・薩摩郡を八代連隊区へ移管した。
- 鹿児島県

鹿児島市・鹿児島郡・日置郡・川辺郡・揖宿郡・熊毛郡・大島郡
1925年5月1日、陸軍管区表の改正に伴い八代連隊区が廃止され、旧八代連隊区から伊佐郡・姶良郡・出水郡・薩摩郡を、都城連隊区から囎唹郡・肝属郡を編入し、鹿児島県全域が管轄区域となった。その後、廃止されるまで変更はなかった。

## 司令官
鹿児島大隊区
- （心得）横道彰 歩兵大尉：1888年5月14日[12] -
- 市川祐義 歩兵少佐：1896年3月27日[13] - 不詳

鹿児島連隊区
- 橋本謙作 後備歩兵少佐：1901年1月1日 - 12月25日
- 西川政成 歩兵少佐：1901年12月25日 - 1903年10月20日
- 桑波田景尭 歩兵中佐：1903年10月20日 -
- 片倉千万太 歩兵中佐：1906年3月24日 - 5月29日
- 渡辺桃渓 歩兵少佐：1906年5月29日 -
- 河相小太郎 歩兵少佐：1907年12月12日 -
- 山口平吉 歩兵中佐：1908年12月21日 - 1910年3月9日
- 藤田末尚 歩兵中佐：1910年3月9日 - 1911年11月28日
- 高島政三郎 歩兵中佐：1911年11月28日 - 1912年3月22日
- 南正吾 歩兵中佐：1912年3月22日 - 1915年8月10日
- 沼田団太郎 歩兵中佐：1915年8月10日 -
- 服部暢義 歩兵大佐：不詳 - 1923年8月6日[14]
- 末松俊造 歩兵大佐：1923年8月6日[14] -
- 宮内繁 歩兵大佐：不詳 - 1928年8月10日[15]
- 足立順市 歩兵大佐：1928年8月10日[15] -
- 武雄俊一 歩兵大佐：不詳 - 1932年8月8日[16]
- 村田又次郎 歩兵大佐：1932年8月8日[16] -
- 平岡力 歩兵大佐：1938年7月15日 - 1940年8月1日[17]
- 大迫通貞 予備役陸軍中将：1945年3月31日[18] - 1945年8月[19]（地区司令官を兼ねる）
- 伊佐一男 陸軍中将：1945年8月[20] - 1945年10月18日（地区司令官を兼ねる）
- 藤山朝章 陸軍少将：1945年10月18日[21] -